# Juanacatlán, Jalisco
Juanacatlán är en ort i Mexiko.   Den ligger i kommunen Juanacatlán och delstaten Jalisco, i den centrala delen av landet, 400 km väster om huvudstaden Mexico City. Juanacatlán ligger 1 529 meter över havet och antalet invånare är 8 542.
Terrängen runt Juanacatlán är platt västerut, men österut är den kuperad. Runt Juanacatlán är det ganska tätbefolkat, med 111 invånare per kvadratkilometer. Närmaste större samhälle är Tonalá, 14,5 km nordväst om Juanacatlán. Omgivningarna runt Juanacatlán är en mosaik av jordbruksmark och naturlig växtlighet.